# Реслманія VII
«Реслманія» (англ. «WrestleMania», в хронології відома як «Реслманія VII») була сьомою Реслманією в історії. Шоу проходило 24 березня 1991 року в Лос-Анджелесі, Каліфорнії в «Меморіальній Спортивій Арені Лос-Анджелеса». Шон Майклз вперше відкривав РеслМанію своїм матчем. Всього він тричі буде відкривати РеслМанії.
Віллі Нельсон виконав перед шоу «America the Beautiful». У числі знаменитостей на цій Реслманії були Реджис Філбін, Алекс Требек, Марла Мейплс, Джордж Штайнбреннер, Віллі Нельсон, Пол Магуайр, Маколей Калкін, Дональд Трамп, Лу Ферріньйо, Чак Норріс, і Генрі Вінклер.
Саме на цій Реслманії почалася знаменита серія перемог Андертейкера.
Андре Гігант в останній раз з'явився на Реслманії саме на цьому шоу.